# Paratonkinacris lushanensis
Paratonkinacris lushanensis är en insektsart som beskrevs av Zheng, Z. och Xiaoyan Yang 1988. Paratonkinacris lushanensis ingår i släktet Paratonkinacris och familjen gräshoppor. Inga underarter finns listade i Catalogue of Life.